# Marc Nygaard
Marc Nygaard (Kopenhagen, 1 september 1976) is een voetballer van Deense afkomst. Hij heeft dezelfde achternaam als de Deense linkermiddenvelder Kristen Nygaard, die 10 jaar lang in de Eredivisie voor (sub)topclub AZ'67 uitkwam tussen half 1972 en half 1982. Marc Nygaard doorliep de jeugdopleiding van het Deense Randers FC, maar zijn professionele voetballoopbaan begon niet in Denemarken. Zijn eerste profclub was het Nederlandse SC Heerenveen, maar behaalde zijn grootste successen met het Nederlandse Roda JC waar hij in 2000 de KNVB Beker mee won en Europees voetbal speelde. Na gespeeld te hebben in België, Italië en Engeland keerde Nygaard in 2008 terug naar zijn vaderland. Daar ging hij spelen bij de club waar hij zijn jeugdopleiding genoot, Randers. Na een eenjarig avontuur in de Duitsland speelde Nygaard met ingang van seizoen 2011-2012 voor Helmond Sport. Marc Nygaard is een aanvallende voetballer, die meestal rond de spits speelt. Tegenwoordig speelt Nygaard op amateurbasis in zijn geboorteland Denemarken.

## SC Heerenveen
Ondanks het feit dat Marc Nygaard een Deen is, begon hij zijn carrière niet in zijn vaderland. Terwijl hij de jeugdopleiding doorliep van Randers FC werd hij gespot door het scoutingssysteem van het Nederlandse sc Heerenveen. Hij kwam daar in 1995 te spelen, in een team onder leiding van Foppe de Haan. Nieuwe ploeggenoten van de Deen werden onder anderen zijn landgenoten Jon Dahl Tomasson en Ole Tobiasen, de Nederlander Jeffrey Talan en de Rus Igor Kornejev. Door de hevige concurrentie in de aanval bij Heerenveen kwam Nygaard echter maar weinig aan spelen toe. In twee seizoenen tijd speelde hij maar 26 wedstrijden, waarin hij vaak als wisselspeler werd gebruikt. Zijn debuut in het professionele voetbal maakte Nygaard op 19 november 1995 tegen Vitesse. Zijn eerste doelpunt scoorde hij in zijn volgende wedstrijd, de 1-1-eindstand tegen FC Twente. Doordat de aanvaller echter de verwachtingen niet waar kon maken, mocht hij in 1997 de Friese club verlaten. In die 26 competitiewedstrijden scoorde Nygaard zes keer.

## Limburg
Na zijn verblijf in Friesland vertrok Nygaard naar Limburg. Daar ging hij spelen voor MVV, dat als kampioen van de Eerste divisie net gepromoveerd was naar de Eredivisie. Bij MVV kreeg Nygaard uitgebreid de kans. In alle wedstrijden mocht hij meespelen en omdat hij slechts drie keer wist te scoren, vertrok hij alweer na één seizoen bij de club. Na 850.000 gulden geboden te hebben aan MVV, bood Roda JC hem een contract aan. Deze tekende Nygaard, mede omdat Roda JC destijds bij de subtop hoorde. Vier en een half jaar lang zou de Deen bij Roda JC blijven spelen. Daar voetbalde hij onder andere in de aanval met Bob Peeters, Peter Van Houdt en Fredrik Berglund en won met de club in 2000 de KNVB Beker en speelde Europees voetbal. Alleen zijn eerste seizoen onder trainer Sef Vergoossen zou een succes worden. Toen scoorde Nygaard namelijk tien keer in dertig wedstrijden en bereikte met Roda JC de 5e plaats in de Eredivisie met UEFA Cup voetbal als gevolg. In zijn tweede seizoen bij de club uit Kerkrade, 1999/2000 (het laatste seizoen op Gemeentelijk Sportpark Kaalheide), werd Nygaard geteisterd door blessures, waardoor hij maar twee wedstrijden in actie kwam. In de overige twee en een half seizoenen scoorde de aanvaller nog maar drie keer. Daarom werd hij halverwege het seizoen 2002/2003 door Roda JC verkocht. Voor Roda JC scoorde Nygaard in 86 wedstrijden dertien doelpunten.

## Lommel en Excelsior
Nadat hij eerder in het seizoen 2002/2003 al had gespeeld voor Roda JC kwam Nygaard dat seizoen nog voor twee andere clubs uit. Daardoor speelde hij in één seizoen voor drie clubs. Na te zijn vertrokken bij Roda ging Nygaard naar België. Daar ging hij spelen voor SK Lommel. Bij Lommel moest hij de club behoeden voor degradatie, maar de aanvaller zou slechts vier wedstrijden spelen. Lommel kon namelijk niet meer aan de verplichtingen voldoen, door hevige financiële problemen. Excelsior Rotterdam bood hem een contract aan voor de rest van het seizoen. Ook voor de derde club van Rotterdam zou hij echter maar weinig spelen. In acht wedstrijden scoorde hij één keer, maar hij kon de club niet behoeden voor degradatie. Aan het begin van het 2003/2004 maakte Marc Nygaard echter een opmerkelijke overstap naar de Serie A.

## Italië
In 2003 vertrok Nygaard van Excelsior naar het Italiaanse Brescia Calcio. De toenmalige trainer zag in de Deen het ideale breekijzer om samen in de aanval te spelen met Roberto Baggio. In zijn eerste seizoen kreeg hij echter niet de kans bij Brescia. Eerst werd hij uitgeleend aan Catania, waarna hij in de tweede helft van het seizoen kwam te spelen bij Vicenza Calcio. Voor deze twee clubs maakte hij in de Serie B de nodige minuten, waardoor hij in zijn tweede seizoen bij Brescia zich wel mocht bewijzen. Toen stelde hij echter teleur. Nygaard mocht maar tien wedstrijden spelen en wist daarin niet te scoren. Daarom mocht hij in 2005 vertrekken bij de Italianen.

## Queens Park Rangers
Met een vrije transfer maakte Nygaard in juli 2005 de overstap van Brescia naar Queens Park Rangers. De club uit Londen speelde destijds op het tweede niveau van het Engelse voetbal. Twee en een half jaar lang zou hij met Queens Park spelen in de middenmoot van The Championship. Na 72 wedstrijden gespeeld te hebben, vertrok Nygaard weer naar Denemarken. Voor de Queens Park Rangers maakte de aanvaller veertien doelpunten.

## Randers FC
In 2008 keerde Nygaard terug naar Denemarken. Daar kwam hij voor het eerst op professioneel niveau te spelen voor een voetbalclub. Het was Randers FC dat zijn nieuwe club werd, de club waar hij ook de jeugdopleiding had doorgelopen. Zijn eerste optreden voor Randers maakte Nygaard in de kwartfinale van de Beker van Denemarken tegen Brøndby IF. Hij raakte echter geblesseerd in deze wedstrijd. Zijn competitiedebuut maakte Nygaard later dat seizoen tegen AGF Aarhus. Meteen die wedstrijd scoorde hij twee doelpunten. Ook in zijn volgende wedstrijd, tegen Esbjerg fB, scoorde de Deen tweemaal. Bij Randers maakte Nygaard eindelijk sinds jaren weer zijn status als trefzekere aanvaller waar. Zo werd hij in het seizoen 2008/2009 samen met Morten Nordstrand topscorer van de Deense competitie. In 26 wedstrijden scoorde hij namelijk zestien keer. Vanwege zijn goede prestaties werd hij, als opvolger van Ralf Pedersen, benoemd tot aanvoerder van Randers FC. Daarnaast kreeg hij, voor het eerst sinds 2002, weer een oproep voor het nationale elftal van Denemarken.

## SpVgg Unterhaching
In de zomer van 2010 ging Nygaard naar het Duitse SpVgg Unterhaching dat uitkomt in de 3. Liga. In 23 wedstrijden maakte hij 3 doelpunten voor de club.

## Helmond Sport
Na één jaar in de Duitse derde divisie keerde Nygaard in het Nederlandse profvoetbal en tekende een contract bij Helmond Sport voor twee seizoenen. Na daar één seizoen voornamelijk geblesseerd op de bank te hebben gezeten, maakte hij bekend met pensioen te gaan. Het tweede seizoen van zijn contract maakte hij niet af.

## Akademisk BK
In september 2013 maakte Nygaard een comeback na een seizoen inactiviteit. Hij tekende een contract bij de Deense tweedeklasser Akademisk BK.

## Internationale carrière
Gedurende zijn tijd bij Roda JC mocht Nygaard zich voor het eerst melden bij het nationale elftal van Denemarken. Zijn debuut zou hij maken op 15 november 2000 tegen Duitsland. Tot en met begin 2002 maakte Nygaard standaard deel uit van de nationale selectie. Na de wedstrijd tegen Saoedi-Arabië in februari 2002 zou hij echter geen interlands meer spelen. In 2008 keerde Nygaard, vanwege zijn goede prestaties in de Deense competitie, verrassend terug in het nationale elftal. Tegen Hongarije kwam hij in de 87ste minuut als wisselspeler in het veld voor Nicklas Bendtner.

## Privé
Nygaard was getrouwd met de Nederlandse zangeres Natascha Scheffers. Samen hebben ze een zoon.

## Erelijst
- Vice-kampioen KNVB Beker: 1997 (SC Heerenveen)
- KNVB beker: 2000 (Roda JC)
- Johan Cruijff-schaal: 2000 (Roda JC)
- Topscorer SAS Ligaen: 2009 (Randers FC)